# 約阿夫地區議會
約阿夫地區議會（羅馬化：Mo'atza Azorit Yoav）是一個位於以色列南部區的地區議會，其管轄著14個村莊，且周遭有迦特镇、玛拉基城和阿什凯隆等城市。約阿夫地區議會的名稱取自在1948年以色列獨立戰爭中為了保衛此地而犧牲的以軍士兵「約阿夫」伊扎克·杜布諾，以軍之後發動的約阿夫行動、警用堡壘約阿夫堡壘、轄下基布兹斯德約阿夫等都是以他命名的。
約阿夫地區議會占地198,690杜纳亩，並分成東西兩塊飛地：東飛地面積最大，其北面梭烈溪地區議會、西接比爾托維亞和沙斐地區議會、南邊有拉吉地區議會和迦特镇、東面則與猶大地區議會接壤；西飛地由內格巴和斯德約阿夫組成，其北邊與東邊有沙斐地區議會、南邊有阿什克隆海岸地區議會、東南方則是拉吉地區議會。

## 轄下村莊

### 基布兹
- 貝特尼爾（英语：Beit Nir）
- 貝特古夫林
- 蓋爾昂（英语：Gal On）
- 迦特（英语：Gat, Israel）
- 梅納赫姆村（英语：Kfar Menahem）
- 內格巴（英语：Negba）
- 雷瓦丁（英语：Revadim）
- 斯德約阿夫（英语：Sde Yoav）

### 莫沙夫
- 里夫村（英语：Kfar HaRif）
- 納哈拉（英语：Nahala, Israel）
- 斯古拉（英语：Sgula）

### 青年村
- 凱德瑪（英语：Kedma, Israel）

### 公有定居點
- 瓦爾東（英语：Vardon）

### 阿拉伯村莊
- 阿茲（英语：Al-'Azi）

## 外部連結
- 维基共享资源上的相關多媒體資源：約阿夫地區議會
- 官方網站 （希伯來語）